# Autogir

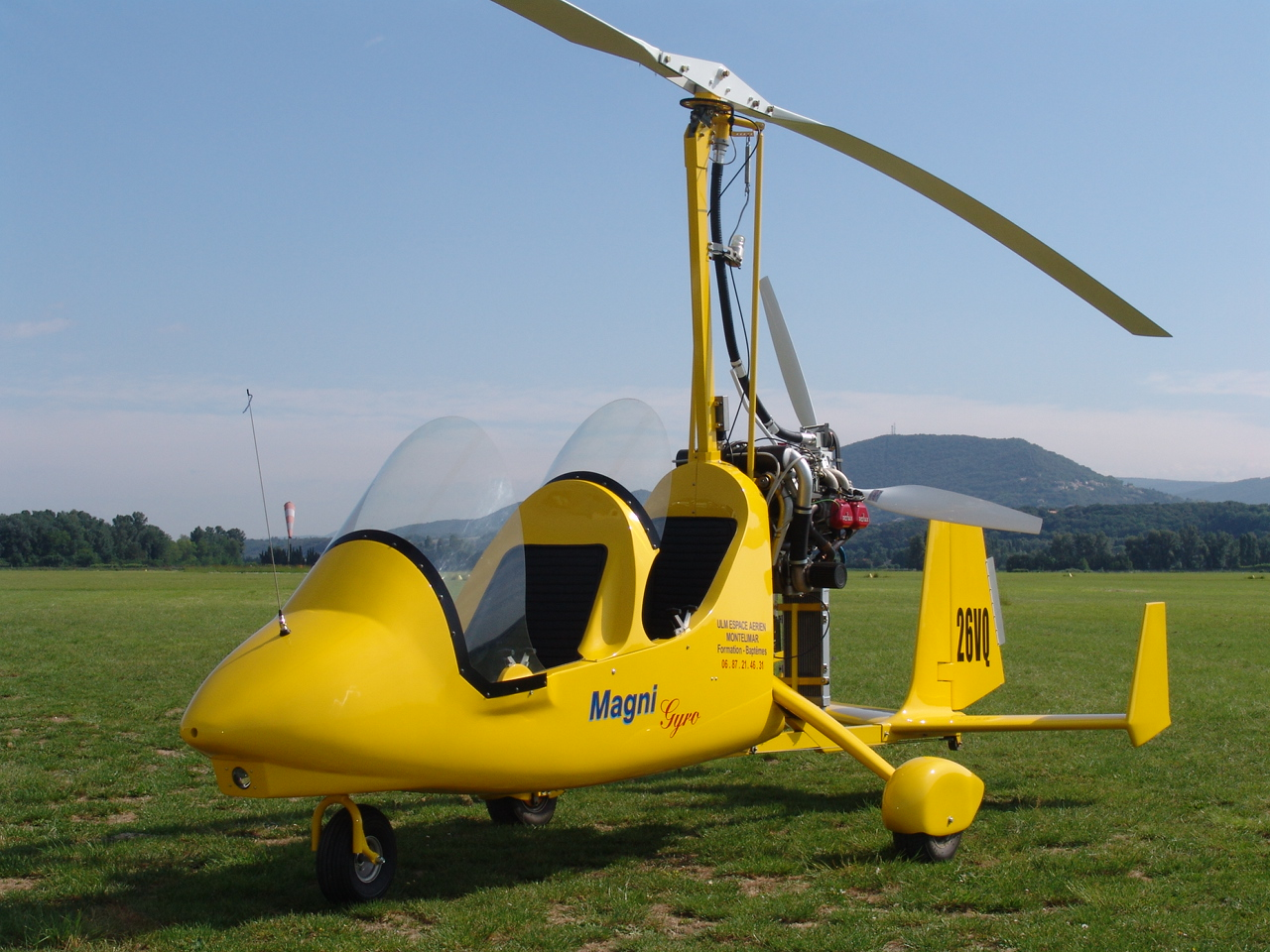
Autogir

Autogirul este o aeronavă mai grea decât aerul (mai precis o aerodină, mai grea decât volumul aerului dislocat), având un fuzelaj echipat cu o elice de propulsie antrenată de un motor, și o elice autoportantă care se rotește liber în jurul unui ax vertical, prin forța realizată de deplasarea aeronavei. Poartă și denumirea de girocopter. 
Autogirul diferă de girodină prin faptul că la aceasta elicea portantă este acționată de un motor, iar la autogir elicea se rotește liber, fără a fi antrenată de un motor.
Deși un autogir se aseamănă, la prima vedere, cu un  elicopter, diferența este că în timp ce la un elicopter, în timpul zborului normal, rotorul este antrenat de un motor, la un autogir rotorul este antrenat de forțele aerodinamice prin procesul de autorotație. O elice separată servește fie la tractarea, fie la împingerea fuzelajului spre înainte.
Primele modele de autogir păstrau și aripile avioanelor, „vinovate" de producerea fenomenului de pierdere a portanței, aducând ca element inovator elicea autoportantă care crea portanța necesară în situația în care aripile o pierdeau în anumite faze ale zborului.
Autogirul se încadrează în categoria aparatelor de zbor cu decolare sau/și aterizare verticală sau pe distanță scurtă VSTOL (Vertical/Short Take-Off/Landing), de regulă 10-60 m pentru decolare și 0-5 m pentru aterizare. În caz de urgență, pilotul poate găsi cu ușurință un loc de aterizare în siguranță.